# Denis Florence MacCarthy
Pour les articles homonymes, voir Dennis McCarthy.
Denis Florence MacCarthy, né le 26 mai 1817 à Lower O'Connell Street à Dublin et mort le 7 avril 1882, est un poète irlandais, traducteur et biographe.

## Biographie
Denis Florence MacCarthy naît le 26 mai 1817 à Lower O'Connell Street, Dublin. Il étudie à Dublin et au St Patrick's College de Maynooth. Il acquiert une connaissance de l'espagnol auprès d'un prêtre érudit, qui a passé beaucoup de temps en Espagne, connaissance qu'il mettra plus tard à profit. En avril 1834, alors qu'il n'a pas encore atteint l'âge de dix-sept ans, Denis Florence MacCarthy écrit ses premiers vers dans le Dublin Satirist. Il fait partie d'une coterie d'écrivains dont les œuvres paraissent dans l'hebdomadaire nationaliste irlandais The Nation, créé par Charles Gavan Duffy en 1842. Écrivant sous le pseudonyme de "Desmond", la plupart des vers patriotiques de MacCarthy paraissent dans cet organe.
En 1846, il est admis au barreau irlandais, mais n'exercera jamais. La même année, il édite The Poets and Dramatists of Ireland, qu'il fait précéder d'un essai sur l'histoire ancienne et la religion de ses compatriotes. À peu près à la même époque, il édite également The Book of Irish Ballads (de divers auteurs), avec un essai introductif sur la poésie des ballades en général. Ses Ballads, Poems, and Lyrics, paraissent en 1850, en version originale et traduite. C'est un passage de l'un des essais de Percy Bysshe Shelley qui attire pour la première fois son attention sur Pedro Calderón de la Barca et, à partir de ce moment-là, l'interprétation du "Shakespeare espagnol" mobilise la plus grande partie de son attention.
Le premier volume de ses traductions, contenant six pièces, paraît en 1853 et est suivi par d'autres volumes en 1861, 1867, 1870 et 1873. Sa version de Daybreak in Capacabana est achevée quelques mois seulement avant sa mort.
Jusqu'en 1864, il réside principalement sur la colline de Killiney, qui surplombe la baie de Dublin. La santé fragile de certains membres de sa famille rend alors impératif un changement de climat, et il effectue une visite prolongée en Europe continentale. À son retour, Denis Florence MacCarthy s'installa à Londres, où il publie, outre ses traductions, Shelley's Early Life, qui contient un récit de la visite de ce poète à Dublin en 1812. MacCarthy s'était déjà réinstallé dans son pays natal, l'Irlande, depuis quelques mois, lorsqu'il meurt le vendredi saint 1882 à Blackrock, Dublin. Sa fille, qui devient religieuse, hérite de ses dons poétiques et écrit sous le nom de Sister Mary Stanislaus.
Ses poèmes se distinguent par leur sens de l'harmonie et leur sympathie pour la beauté naturelle. Des poèmes tels que The Bridal of the Year, Summer Longings (alias Waiting for the May) et son long poème narratif, The Voyage of St. Brendan, comptent parmi ses œuvres les plus durables. Ce dernier, qui paraphrase l'Ave Maria Stella pour en faire le chant du soir des marins, est également empreint du sentiment religieux sincère qui a marqué son auteur tout au long de sa vie. Mais c'est par sa version de Calderon qu'il est considéré comme ayant gagné une place permanente dans les lettres anglaises. Son succès est suffisamment attesté par George Ticknor, qui déclare dans son History of Spanish Literature que MacCarthy « a réussi à donner une idée fidèle de ce qu'il y a de plus grandiose et de plus efficace dans le génie [de Calderon]... à un degré que j'avais cru impossible auparavant. Rien, je pense, dans la langue anglaise ne nous donnera une impression aussi fidèle de ce qui est le plus caractéristique du drame espagnol et de la poésie espagnole en général ».

## Œuvres publiées
Ci-dessous des listes de la publication de ses œuvres, dont certaines sont disponibles en ligne sur le Projet Gutenberg

### Poésie
- Poems Publié à Dublin par M. H. Gill et son Fils en 1882 Une vaste collection éditée par le fils du poète.
- (en) The Book of Irish Ballads, Dublin, James Duffy, 1846 (lire en ligne);  ouvrage révisé en 1869.
- Ballads, Poems, and Lyrics, Original and Translated Publié à Dublin par James McGlashan en 1850.
- The Bell-Founder, And Other Poems Publié à Londres par David Bogue en 1857.
- Underglimpses, Et d'Autres Poèmes Publié à Londres par David Bogue en 1857.
- Irish Legends And Lyrics Publié à Dublin par McGlashan & Gill en 1858.
- Poems of Denis F. McCarthy [sic], with Life and Notes Publiées à Dublin et à Cork, par L'Entreprise de formation, Ltd., aucune date

### Drame
- Dramas of Calderon, Tragic, Comic, and Legendary Publié à Londres par Charles Dolman en 1853. Contenant "Le Prince Constant" ("El Principe Constante"), "Le Secret dans les Mots" ("El Secreto un Voces"), "Le Médecin de Son propre Honneur" ("El Médico de Su Honra"), "l'Amour après la Mort" ("Amar despues de la Muerte"), "Le Purgatoire de Saint Patrick" ("El Purgatorio de San Patricio"), et "L'Écharpe et la Fleur" ("La Banda y la Fleur"). Rebond avec un avant-propos en 1886 pour le Mémorial du Comité du Fonds.
- Love the Greatest Enchantment: The Sorceries of Sin: The Devotion of the Cross, Publié à Londres par Longtan, Vert, Longman et Roberts en 1861. Contenant (avec la langue d'origine de textes), "El Maire de Encanto Amor Los Encantos de la Culpa" (un "Auto Sacramental"), et "La Devocion de la Cruz."
- Mysteries of Corpus Christi Publié à Dublin par James Duffy en 1867. Contenant "Balshazza de la Fête" ("La Cena de Balthasar") et de "La Divine Philothée" ("La Divina Filotea"), deux "Auto Sacramentales."
- The Two Lovers of Heaven: Chrysanthus and Daria Publié à Dublin par John F. Fowler en 1870. Contenant de Los dos amantes del cielo: Crisanto y Daria.
- Calderon's Dramas Publié à Londres par Henry S. King en 1873. Contenant "la Vie est un Rêve" ("La Vida es Sueño"), "La Merveille de Travail Magicien" ("El Magico Prodigioso"), et une nouvelle édition de "Le Purgatoire de Saint-Patrick" ("Purgatorio de San Patricio").
- Daybreak at Capacabana (La Aurora en Copacabana) a été achevée peu de temps avant la mort du traducteur.

### Biographie
- The Poets and Dramatists of Ireland Publié à Dublin par James Duffy en 1846.
- Shelley's Early Life Publié à Londres par John Camden Hotten en 1872.